# Едвин Садерленд
Едвин Хардин Садерленд (енгл. Edwin Hardin Sutherland; Гибон, Небраска 13. август 1883 — 11. октобар 1950. Блумингтон, Индијана) је био амерички социолог. Сматра се једним од најутицајнијих криминолога 20. века. Био је социолог симболичке интеракционистичке школе мишљења и најпознатији по дефинисању чиновничког криминала и диференцијалне асоцијације, опште теорије криминала и деликвенције. Садерленд је стекао докторат социологије на Универзитету у Чикагу 1913. године. Прeпознајући допринос криминологији, Америчко криминолoшко друштво додељује награду која носи његово име.

## Порекло и рано образовање
Садерленд је одрастао и студирао у Отави, Канзасу и Гранд Ајланду, Небрасци. Године 1904. дипломирао је на Гранд Ајланд Колеџу, а након тога подучавао је латински, грчки, историју и стенографију две године у Сијукс Фалс колеџу у Јужној Дакоти. Напустио је Сијукс Фалс 1906. године да би уписао постдипломске студије на Универзитету у Чикагу на којем је докторирао 1913. године. Ту је променио свој главни предмет: са историје је прешао на социологију и политичку економију. Већи део његових студија био је под утицајем школе чикашког приступа проучавања криминала, који је наглашавао социјалне и физичке факторе животне средине, а не генетска или лична својства, као детерминанте људског понашања.

## Каријера
Садерлендов историјски значај је у томе што је представио и увео, обраћањем Америчком удружењу за социологију 27. децембра 1939. у говору под називом Криминал белог оковратника концепт чиновничког криминала, који је урушио постојеће предрасуде да аристократе не могу да погреше, што је најпознатије изражено у старинском правном схватању да краљ не може да погреши.
Након што је докторирао на Универзитету у Чикагу, Садерленд је био на Колеџу Вилиам Џуел, Мисури (1913—1919), Универзитету у Канзасу (лето 1918), Универзитету у Илиноису (1919—1925), Садерленд је провео лето у Нортвестерну (јун-август 1922) пре доласка на Универзитет у Минесоти 1925. године.
Садерленд је учврстио своју репутацију као један од водећих криминолога у земљи на Универзитету у Минесоти, где је радио од 1926. до 1929. Током тог периода, он се концентрисао на социологију као научни подухват чији је циљ био да разуме и контролише социјалне проблеме. Проучавао је британски казнени систем неколико месеци током свог боравка у Енглеској 1929. Такође, током 1929—1930. Садерленд је радио као истраживач у Заводу за социјалну хигијену у Њујорку. Садерленд је 1930. прихватио положај професора за истраживање на Универзитету у Чикагу, а од 1935. године радио је на Универзитету у Индијани, где је остао до своје преране смрти 11. октобра 1950. Основао је Блумингтон школу за криминологију на Универзитету у Индијани.
Током свог времена у Индијани, Садерленд објавио четири књиге укључујући и Двадесет хиљада бескућника (1936), Професионални лопов (1937), треће издање Принципа криминологије (1939), као и цензурисано прво издање Чиновнички криминал (1949), његово ремек-дело. Оно је остало цензурисано док Јејл Јуниверсити Прес 1983. није објавио оригинални текст.
Садерленд је изабран за председника Америчког социолошког друштва 1939. године и за председника Удружења за социолошка истраживања 1940. године. Да није већ био постао истакнут у социолошкој професији пре увођења концепта чиновничког криминала 1939. године може се само нагађати да ли би првобитни концепт био објављен, пошто су највеће америчке корпорације запретиле да ће тужити издаваче Криминала белог оковратника. У томе су били делимично успешни јер су све референце на имена корпорација у парницама уклоњене из текста. Када је Принстон Јуниверсити Прес издао непрерађену верзију 1983. године, у уводу Гилберт Геис напомиње да је Садерлендов концепт чиновничког криминала „изменио основне начине проучавања криминала широм света”.

## Теорија
Едвин Садерленд био је аутор водећег текста: Криминологија, објављеног 1924. године, први пут наводећи принцип диференцијалне асоцијације у трећем издању преименованом у Принципи криминологије (1939) да развој сталних образаца криминала произилазе из сарадње са онима који чине злочин него са онима који не извршавају злочин. Теорија је имала и структурни елемент установљавајући да су сукоб и друштвена дезорганизација дубљи разлози за злочин, јер одређују обрасце људи повезаних са њим. Овај потоњи елемент је одбачен када је четврто издање објављено 1947. године, али је Садерленд остао убеђен да је друштвена класа била релевантан фактор, сковавши фразу криминал белог оковратника тј. чиновнички криминал, у говору америчком социолошком удружењу 27. децембра 1939. У својој монографији из 1949. Криминал белог оковратника дефинисао је чиновнички злочин „као злочин од стране лица од угледа и високог друштвеног статуса током обављања свог занимања.”

## Дела
- Едвин Хардин Садерленд (1924) Принципи криминологије, Чикаго
- Едвин Хардин Садерленд (1936) 24.000 бескућника, Филаделфија
- Едвин Хардин Садерленд (1942) Развој теорије, у Карл Шуслеу, Чикаго
- Едвин Хардин Садерленд (1949) Криминал белог оковратника, Њујорк